# Irvine Old Parish Church

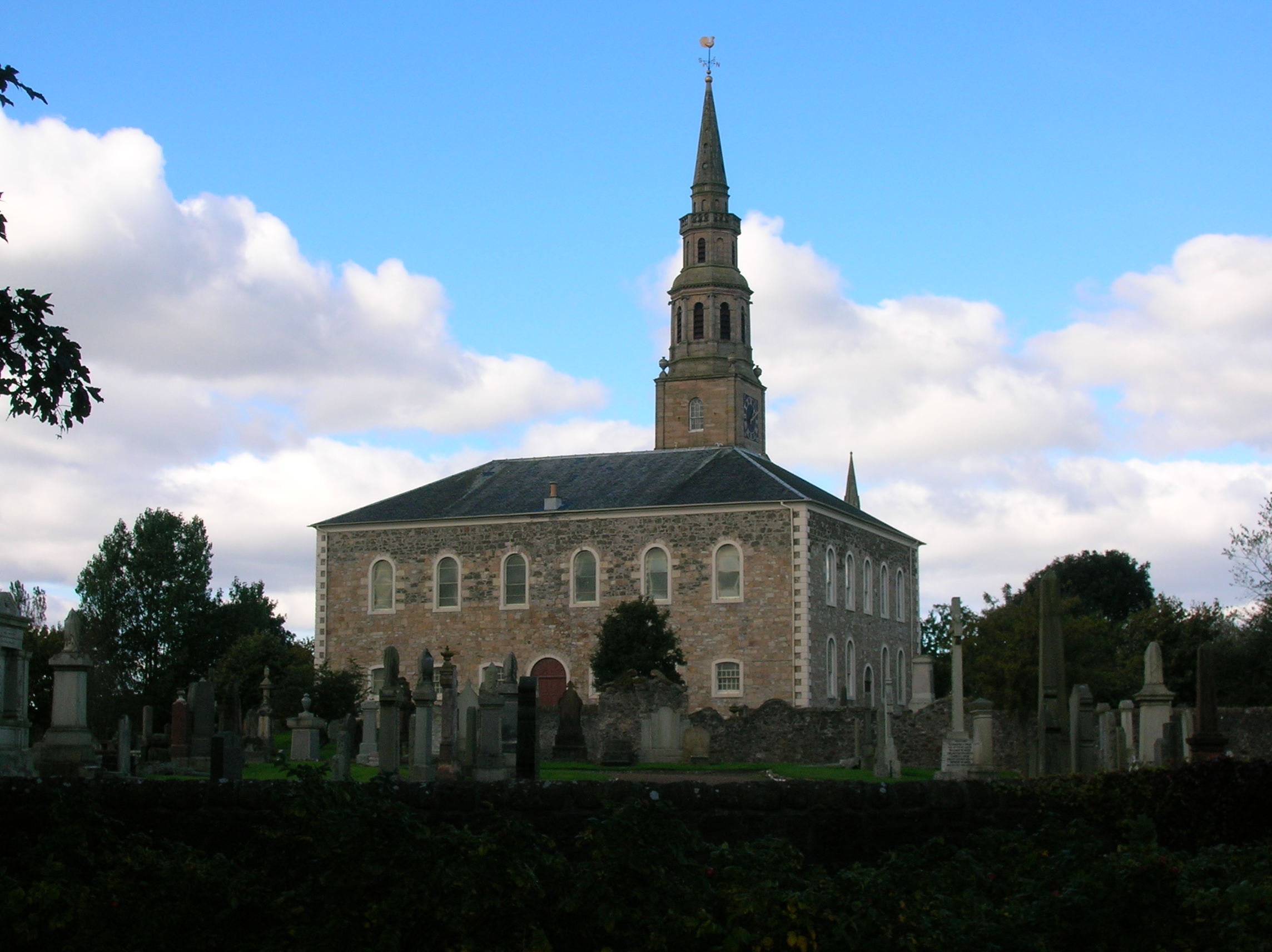
Irvine Old Parish Church

Die Irvine Old Parish Church ist ein Kirchengebäude der presbyterianischen Church of Scotland in der schottischen Stadt Irvine in der Council Area North Ayrshire. 1971 wurde das Bauwerk in die schottischen Denkmallisten in der höchsten Denkmalkategorie A aufgenommen. Die Kirche ist heute noch als solche in Verwendung.

## Geschichte
Im 9. Jahrhundert ist erstmals ein Kirchengebäude in Irvine verzeichnet. Später wurde ein weiteres Gebäude am selben Standort errichtet. Die heutige Irvine Old Parish Church wurde dort als dritte Kirche erbaut, nachdem der mittelalterliche Bau als einsturzgefährdet eingestuft wurde. Die Arbeiten wurde in den Jahren 1773 begonnen und 1774 abgeschlossen. Das entstandene Gebäude bot zunächst 1800 Sitzplätze, besaß aber zunächst keinen Glockenturm. Dieser wurde im Jahre 1803 von Freiwilligen hinzugefügt. Die Glocke wurde bereits 1797 gefertigt. Nachdem im Jahre 1830 Reparaturarbeiten durchgeführt wurden, wurde der Innenraum 1897 renoviert.

## Beschreibung

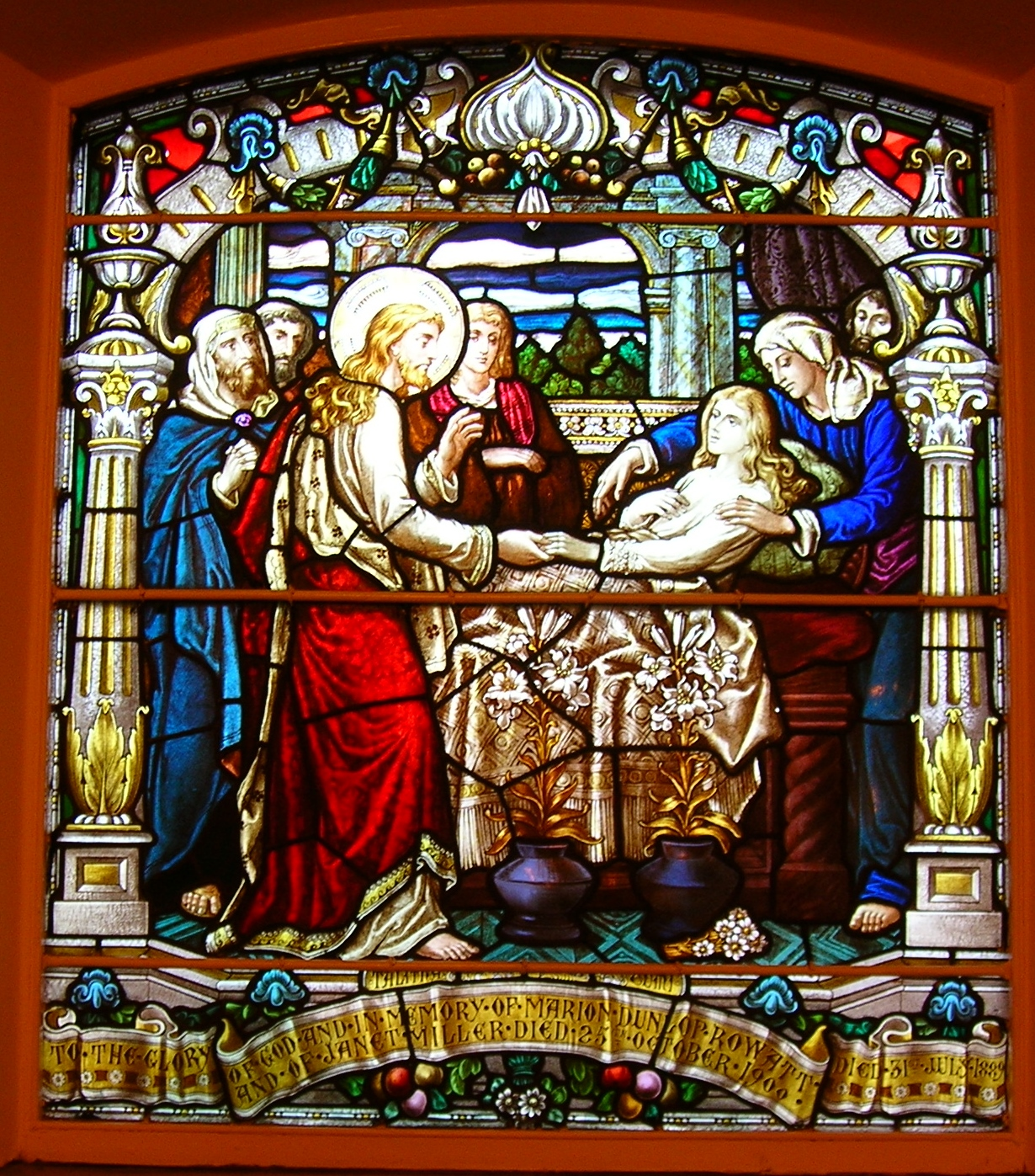
Bleiglasfenster

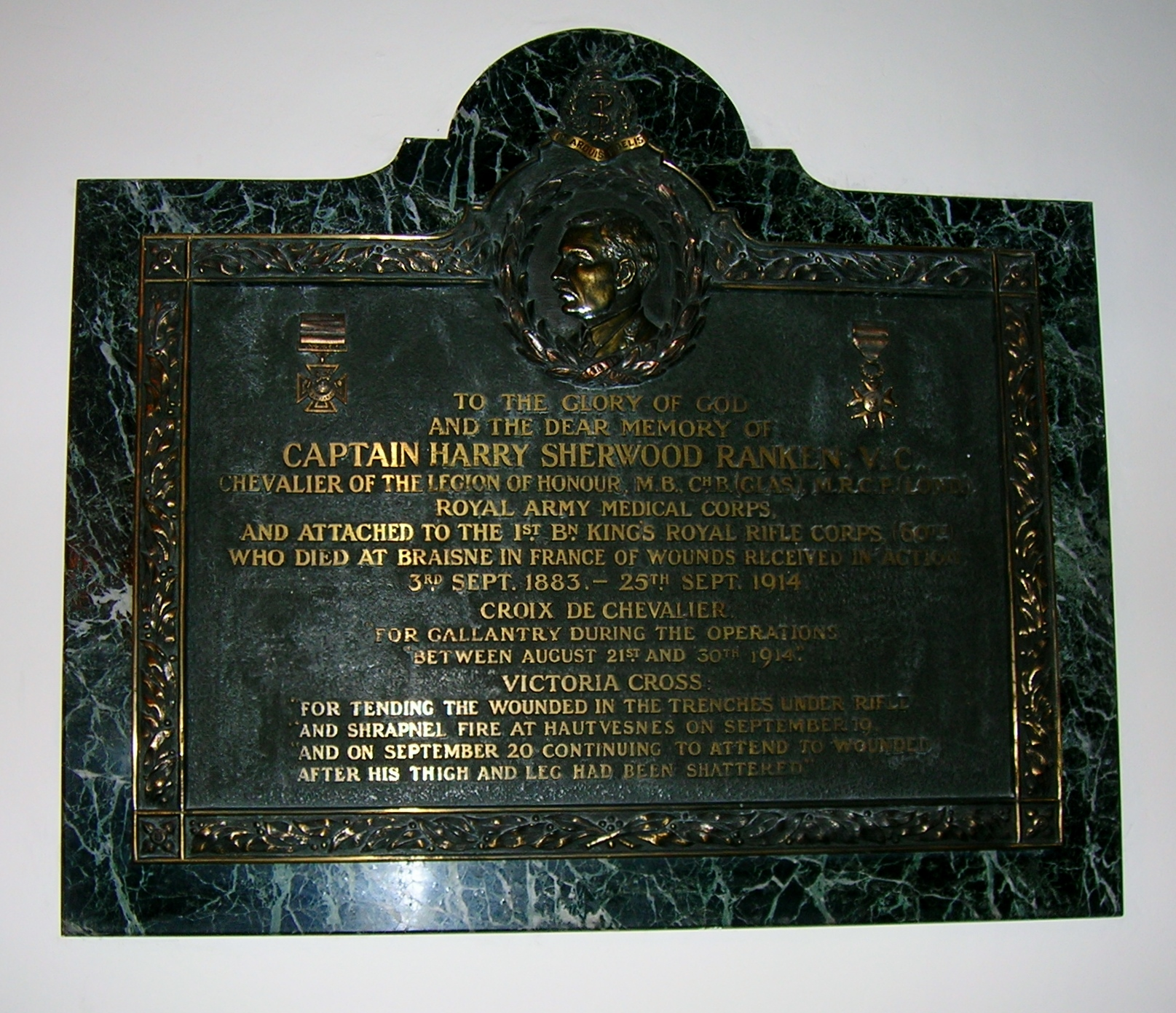
Gedenktafel im Kircheninneren

Das klassizistische Bauwerk befindet sich am Peden Place nahe dem Ufer des Irvine im Stadtzentrum. Das Mauerwerk besteht aus Bruchstein, der mit Sandstein verkleidet ist. Die Gebäudekanten sind mit bossierten Ecksteinen abgesetzt. Mittig an der fünf Achsen weiten, nordwestexponierten Frontseite des länglichen Gebäudes tritt ein sechsstöckiger Glockenturm hervor. Dort befindet sich das zweiflüglige Hauptportal, das mit einem Rundbogen abschließt. Mit dorischen Säulen und Triglyphen gestaltete Ädikulä flankieren das Rundbogenfenster im ersten Obergeschoss. Dreiecksgiebel mit Rundfenstern bekrönen die zentrierten Rundbogenfenster im darüberliegenden Turmabschnitt. Darüber sind an drei Seiten Turmuhren eingelassen. Ab dem vierten Obergeschoss nimmt der Turm einen oktogonalen Grundriss ein. In jeder Seitenfläche befindet sich eine Fensteröffnung. Die flankierenden ionischen Pilaster tragen ein umlaufendes Gesims. Der darüberliegende Turmabschnitt ist ähnlich aufgebaut, es alternieren jedoch offene und blinde Rundbogenfenster. Das Gesims trägt die umlaufende Balustrade des sechsten Obergeschosses. Der Turm schließt mit einem Helm mit Wetterfahne. Die Südostfassade des Gebäudes ist sechs Achsen weit und ebenfalls mit Rundbogenfenstern gestaltet. Das Plattformdach ist mit grauem Schiefer eingedeckt.